# راي ويست
راي ويست (بالإنجليزية: Ray West)‏ هو مهندس الصوت أمريكي، ولد في 29 نوفمبر 1925 في ديترويت في الولايات المتحدة، وتوفي في 17 فبراير 2016 في سانتا باربارا في الولايات المتحدة.

## وصلات خارجية
- راي ويست على موقع IMDb (الإنجليزية)
- راي ويست على موقع قاعدة بيانات الفيلم (الإنجليزية)